# 제임스 에드워드 머리
리 워렌 멧칼프(Lee Warren Metcalf, 1911년 1월 28일 ~ 1978년 1월 12일)는 미국의 정치인이다.

## 학력
- 뉴욕 대학교 법학학사

## 경력
- 1961.01 ~ 1978.01 제73·74·75·76·77·78·79·80·81·82·83·84·85·86대 미국 몬태나 연방상원의원

## 역대 선거 결과
| 선거명        | 직책명                  | 대수 | 정당   | 득표율 | 득표수    | 결과 | 당락                   |
| ------------- | ----------------------- | ---- | ------ | ------ | --------- | ---- | ---------------------- |
| 1934년 재선거 | 상원의원 (몬태나 제2부) | 73대 | 민주당 | 59.66% | 116,965표 | 1위  | 몬태나주 상원의원 당선 |
| 1936년 선거   | 상원의원 (몬태나 제2부) | 75대 | 민주당 | 54.98% | 121,769표 | 1위  | 몬태나주 상원의원 당선 |
| 1942년 선거   | 상원의원 (몬태나 제2부) | 78대 | 민주당 | 49.07% | 83,673표  | 1위  | 몬태나주 상원의원 당선 |
| 1948년 선거   | 상원의원 (몬태나 제2부) | 81대 | 민주당 | 56.65% | 125,193표 | 1위  | 몬태나주 상원의원 당선 |
| 1954년 선거   | 상원의원 (몬태나 제2부) | 84대 | 민주당 | 50.38% | 114,591표 | 1위  | 몬태나주 상원의원 당선 |

## 참고 자료
- 위키미디어 공용에 제임스 에드워드 머리 관련 미디어 분류가 있습니다.